# Sinagoga Lloyd Street di Baltimora
La sinagoga Lloyd Street di Baltimora  (Lloyd Street Synagogue), così denominata dal nome della strada in cui è situata, è una sinagoga ottocentesca, oggi sezione del Museo ebraico del Maryland. Costruita a Baltimora (Maryland) nel 1845, nel periodo quindi precedente alla guerra civile americana, è - dopo la sinagoga Touro di Newport e la sinagoga Kahal Kadosh Beth Elohim di Charleston (Carolina del Sud) - la terza più antica sinagoga ancora esistente nel territorio degli Stati Uniti.

## Storia e descrizione
La costruzione della sinagoga, la prima ad essere eretta nello Stato del Maryland, fu promossa dalla Baltimore Hebrew Congregation, che si era costituita a Baltimora nel 1830. La realizzazione del progetto fu affidata all'architetto Robert Cary Long, Jr., il quale ideò un edificio neoclassico in forma di tempio classico secondo una moda allora imperante e che ritroviamo anche nella contemporanea sinagoga Kahal Kadosh Beth Elohim di Charleston (Carolina del Sud). Un successivo ampliamento del 1861 ad opera dell'architeetto William H. Reasin non modificò nella sostanza la struttura e lo stile della sinagoga.
Il corpo dell'edificio è in mattoni. Sulla facciata, quattro colonne doriche sostengono un frontone classico. L'intera struttura è dipinta di un rosa chiaro.
L'interno, illuminato sui lati da ampie finestre, ha un matroneo su tre lati sorretto da colonne. L'arca santa era sul lato opposto all'entrata, entro un tabernacolo con colonne e timpano triangolare. Come tipico nelle sinagoghe ortodosse sefardite il leggio era collocato al centro con le panche lungo le pareti.
A rimarcare l'integrazione della comunità ebraica nel tessuto religioso e culturale della città è da notare che l'edificio della sinagoga si presenta all'esterno come una replica quasi identica della Chiesa di San Pietro Apostolo realizzata da Long sempre a Baltimora nel 1842. Ciò spiega anche la facilità con cui l'edificio, una volta che nel 1889 cessò di servire alla necessità della comunità ebraica che lo aveva voluto, poté essere venduto senza alcun problema per fungere come chiesa cattolica alla parrocchia di San Giovanni Battista che lo usò come tale fino al 1905 onde poi rivenderlo nuovamente ad una congrezione ebraica ortodossa (la Congregation Shomrei Mishmeres HaKodesh) che di nuovo lo utilizzò come sinagoga fino al 1963.
A questo punto la sinagoga divenuta chiesa e tornata poi ad essere sinagoga, con l'abbandono rischiò anche la demolizione. La battaglia per la preservazione dell'edificio portò alla costituzione della Jewish Historical Society of Maryland, ora Museo Ebraico del Maryland, che ne assunse la proprietà e ne curò un primo restauro.
Nel 1978 l'edificio fu incluso nel National Register of Historic Places. A partire dal 2008 importanti lavori di restauro sono stati effettuati che hanno riportato la sinagoga alla forma che essa aveva attorno al 1864. Durante tali lavori nel 2011 sono state rinvenute le tracce sotto la sinagoga di un bagno rituale (mikveh), risalente al 1845, e che andò distrutto con gli ampliamenti del 1861; si tratta del più antico bagno rituale rinvenuto negli Stati Uniti. La sinagoga è oggi una popolare meta turistica all'interno del percorso espositivo del Museo Ebraico del Maryland.